# Carney Chukwuemeka
Carney Chibueze Chukwuemeka (Kismarton, 2003. október 20. –) osztrák születésű angol utánpótlás-válogatott labdarúgó, középpályás. A Bundesligában szereplő Borussia Dortmund játékosa, kölcsönben a Chelsea-től .

## Pályafutása

### Aston Villa
2016 márciusában 12 évesen a Northampton Town csapatától igazolt át az Aston Villa Akadémiájára.
Három évvel később már az U18-as korosztályos csapatban debütált a Chelsea U18 ellen, ezután fél évvel később az U21-es csapatban a 2019/20-as idényben nevezték a Salford City elleni kupamérkőzésre. A következő idényben már a csapat meghatározó játékosa lett.

#### A felnőttcsapatban
A 2020/21-es idény 25. fordulójában a Leicester City ellen került be első alkalommal meccsekeretbe.
Első mérkőzését a 37. fordulóban játszotta a Tottenham Hotspur elleni 2–1-re nyert idegenbeli bajnokin, melyen a rendes játékidő utolsó egy percében érkezett pályára.
A 2021/22-es szezon – 3. fordulójában lépett pályára első alkalommal a kezdő tizenegyben a Brentford FC elleni bajnokin.
December 14-én a Norwich City ellen a mérkőzés utolsó góljánál asszisztot készített elő Emiliano Buendía-nak.

### Chelsea
2022. augusztus 2-án az Aston Villa és a Chelsea megerősítették, hogy a két klub megállapodott a középpályás szerződtetéséről.
A hivatalos bejelentésre két nappal később került sor, mely szerződés 2028-ig érvényes.
Augusztus 21-én a Premier League 2022/23-as idény 3. fordulójában nevezték első alkalommal a csapatba. Október 8-án a 10. fordulóban debütált a Wolverhampton Wanderers elleni 3–0-s hazai mérkőzés 86. percében, Conor Gallagher-t váltva.

### Borussia Dortmund
2025. február 3-án a Borussia Dortmund vette kölcsöün a szezon végéig, végleges vásárlási opcióval.

## Statisztika
2022. október 26-i állapot szerint.
| Klub             | Szezon           | Bajnokság        | Bajnokság | Bajnokság | Kupa  | Kupa  | Ligakupa | Ligakupa | Nemzetközi | Nemzetközi | Egyéb | Egyéb | Összes | Összes |
| Klub             | Szezon           | Liga             | Mérk.     | Gólok     | Mérk. | Gólok | Mérk.    | Gólok    | Mérk.      | Gólok      | Mérk. | Gólok | Mérk.  | Gólok  |
| ---------------- | ---------------- | ---------------- | --------- | --------- | ----- | ----- | -------- | -------- | ---------- | ---------- | ----- | ----- | ------ | ------ |
| Aston Villa      | 2020/21          | Premier League   | 2         | 0         | 0     | 0     | 0        | 0        | —          | —          | —     | —     | 2      | 0      |
| Aston Villa      | 2021/22          | Premier League   | 12        | 0         | 0     | 0     | 2        | 0        | —          | —          | —     | —     | 14     | 0      |
| Aston Villa      | Összesen         | Összesen         | 14        | 0         | 0     | 0     | 2        | 0        | 0          | 0          | 0     | 0     | 16     | 0      |
| Chelsea          | 2022/23          | Premier League   | 3         | 0         | 0     | 0     | 0        | 0        | 0          | 0          | —     | —     | 3      | 0      |
| Chelsea          | Összesen         | Összesen         | 3         | 0         | 0     | 0     | 0        | 0        | 0          | 0          | 0     | 0     | 3      | 0      |
| KARRIER ÖSSZESEN | KARRIER ÖSSZESEN | KARRIER ÖSSZESEN | 17        | 0         | 0     | 0     | 2        | 0        | 0          | 0          | 0     | 0     | 19     | 0      |